# Schloss Reinthal

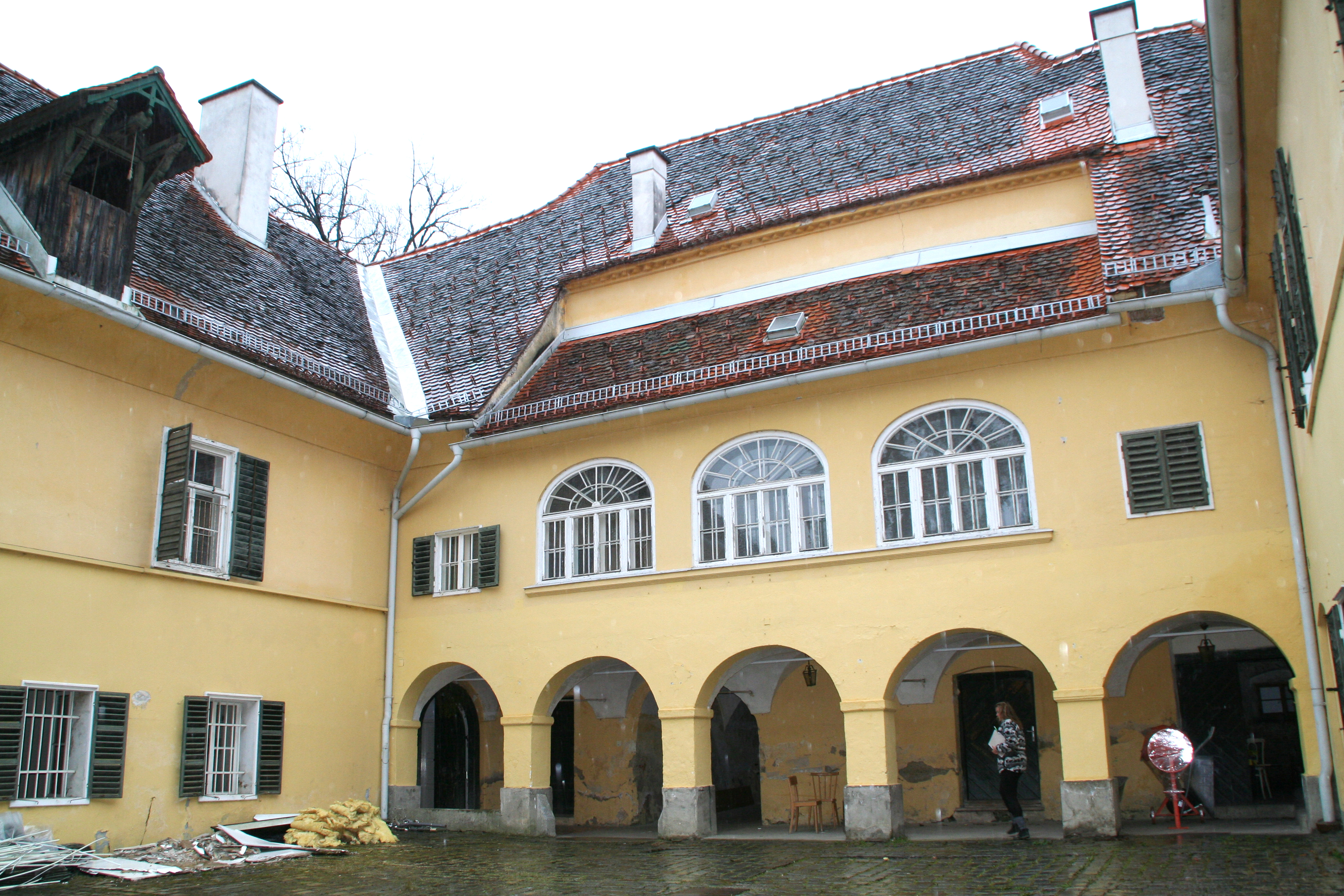
Schloss Reinthal

Das Schloss Reint(h)al liegt auf dem Gebiet der Gemeinde Hart bei Graz im Bezirk Graz-Umgebung in der Steiermark. Der gegenwärtige Eigentümer des Schlosses ist Johann Höllwart (Stand: April 2020).

## Geschichte
Das Schloss wurde vom Schrannenadvokaten Bartholomäus Rues 1545 erbaut. Er brauchte dort sein Wappen an, das seit 1996 auch die Grundlage für das Wappen der Gemeinde Hart bei Graz bildet.
Das Schloss diente im Mittelalter als Wirtschaftshof des Stiftes Rein. Ab dem 16. Jahrhundert führte man es als Edelsitz. Nach mehrfach wechselnden Besitzern, unter anderem den Pranckh, Teuffenbach, Lengheimb sowie Ludwig von Benedek befindet sich das Anwesen seit 1967 im Eigentum der Stadtgemeinde Graz.

## Gestaltung
Die geschlossene Vierflügelanlage mit quadratischem Innenhof hat ihre ältesten Bauteile im Westtrakt. Durch die zahlreichen Besitzer hat das Schloss etliche bauliche Veränderungen durchlebt. Der Westtrakt wurde von Bartholomäus Rues als freistehender Renaissancebau aufgeführt, von weiteren Besitzern im Spätbarock erweitert, wobei der biedermeierliche Dacherker mit Uhr auf dieser Westfassade die Abrundung bildet. Die Pfeilerarkaden wurden im Lauf der Zeit vermauert; der bei einem Stich von Georg Matthäus Vischer noch sichtbare runde Eckturm ist nicht mehr vorhanden. Die heute sich darstellende Vierkantform mit kleinem Innenhof hat sich erst durch die Bautätigkeit der nachfolgenden Jahrhunderte ergeben. Im 19. Jahrhundert fügte man an den Baukörper einen quadratischen Eckturm an, in dessen Obergeschoß eine Kapelle eingerichtet wurde.
Bemerkenswert viel ist von der ursprünglichen Ausstattung im Inneren erhalten. Bei Renovierungsarbeiten wurden Secco-Malereien freigelegt, die aus dem Ende des 18. – Beginn 19. Jahrhundert stammen, wie das Denkmalamt feststellte.

## Heutige Nutzung
Die Wald- und Feldwege rund um das Schloss dienen der lokalen Bevölkerung von Hart bei Graz als Naherholungsraum.